# 牛河梁站
牛河梁站（规划建设阶段一度称凌源南站）是京哈客运专线京沈段的一座车站，位于辽宁省朝阳市凌源市城关街道马场村、凌源市中心以南5公里处，隶属中国铁路沈阳局集团有限公司阜新车务段，2018年12月29日启用。本站因牛河梁遗址而得名。

## 车站结构
牛河梁站设2座站台及4股道，站房外观以“百合绽放”为设计理念，从而体现本站所在区域“第一朵花盛开的地方”的称号。
|          |                                         |
| 侧式站台 |                                         |
| 2站台    | 京沈客运专线 往沈阳方向（喀左站）       |
| 通过线   | 京沈客运专线下行列车通过线              |
| 通过线   | 京沈客运专线上行列车通过线              |
| 1站台    | 京沈客运专线 往北京朝阳方向（平泉北站） |
| 侧式站台 |                                         |
| 站房     | 进站口、售票、候车、检票口              |